# Dodie Heath
Dodie Heath znana również jako Dody Heath (ur. 3 sierpnia 1926 w Seattle, zm. 24 czerwca 2023) – amerykańska aktorka.
Karierę aktorską rozpoczęła od występu w 1951 w musicalu broadwayowskim pt. A Tree Grows in Brooklyn (jako Hildy). Był to jej jedyny występ na Broadwayu.
Następnie występowała w filmach i serialach telewizyjnych lat 50., 60. i 70.

## Filmografia

### Filmy
- 1954 Brigadoon jako Meg Brockie
- 1959 Pamiętnik Anny Frank jako Miep (Hermine „Miep” Santrouschitz Gies)
- 1959 Jak zdobyć męża jako Terri Richards
- 1962 Arsenic & Old Lace jako Elaine Harper (film telewizyjny)
- 1964 Einer Frisst den anderen jako Sandra Morelli
- 1966 Twarze na sprzedaż jako Sue Bushman
- 1966 Szczęście Harry’ego jako Nun
- 1974 Welcome to Arrow Beach jako Felice

### Seriale (występy gościnne)
- 1959 Alfred Hitchcock Presents jako Laura Fleming (odc. Touché)
- 1959 Colt .45 jako Calamity (odc. Calamity)
- 1960 Lawman jako Beth Denning (odc. The Hardcase)
- 1960 Nietykalni jako Chicky Purcell (odc. The Big Squeeze)
- 1960 Overland Trail jako Martha Cabel (odc. Westbound Stage)
- 1960 Strefa mroku jako Susanna Kittridge (odc. Long Live Walter Jameson)
- 1960 The DuPont Show with June Allyson jako Naomi (odc. The Dance Man)
- 1960 Riverboat jako Lovie Jennings (odc. The Water of Gorgeus Springs)
- 1961 Outlaws jako Lela (odc. The Waiting Game)
- 1961 Stagecoach West jako Linda Barton (odc. The Butcher)
- 1962 Spotkanie z Alfredem Hitchcockiem jako Sandra Purvis (odc. Hangover)
- 1965 Spotkanie z Alfredem Hitchcockiem jako Irma Dade (odc. Off Season)